# Distrito Histórico de Fulton-Nassau
El Distrito Histórico de Fulton-Nassau es un área histórica designada por el gobierno federal de la ciudad de Nueva York delimitada aproximadamente por Broadway y Park Row, Nassau, las calles Dutch y William, las calles Ann y Spruce y Liberty Street, en el Lower Manhattan. Contiene una mezcla de estilos arquitectónicos de finales del siglo XIX y principios del XX. El distrito histórico se encuentra justo al sur de City Hall Park y al este de Broadway. Es un distrito histórico que figura en el Registro Nacional de Lugares Históricos.
Dentro del área de 10 cuadras del distrito histórico de Fulton-Nassau hay ocho puntos de referencia individuales designados por la ciudad de Nueva York, que incluyen 63 Nassau Street, el Keuffel & Esser Company Building, el Bennett Building, el Corbin Building, el edificio Temple Court (5 Beekman Street), Potter Building (35-38 Park Row), Morse Building (140 Nassau Street), New York Times Building (41 Park Row) y 150 Nassau Street.